# Rue de l'Est (Bruxelles)
Pour les articles homonymes, voir Rue de l'Est.
La rue de l'Est (en néerlandais : Ooststraat) est une rue bruxelloise de la commune de Schaerbeek.

## Situation et accès
Elle va de la chaussée de Haecht à la rue Josaphat en passant par la rue de la Ruche.

## Origine du nom
Son nom rappelle qu'au XIXe siècle, se trouvait dans le quartier un observatoire astronomique (square Henri Frick).

## Bâtiments remarquables et lieux de mémoire
- no 2 : Maison Campioni-Balasse, maison de l'architecte Georges Dhaeyer, classée en date du 24 mars 2004.
- no 27,  par Antoine Varlet et son frère Walthère Varlet, qualifiés alors d'«entrepreneurs Varlet frères», séparation en deux habitations et modification d'une maison de style néoclassique.
- no 35 : Ancien atelier du peintre Luc De Decker
- no 50 : Mosquée

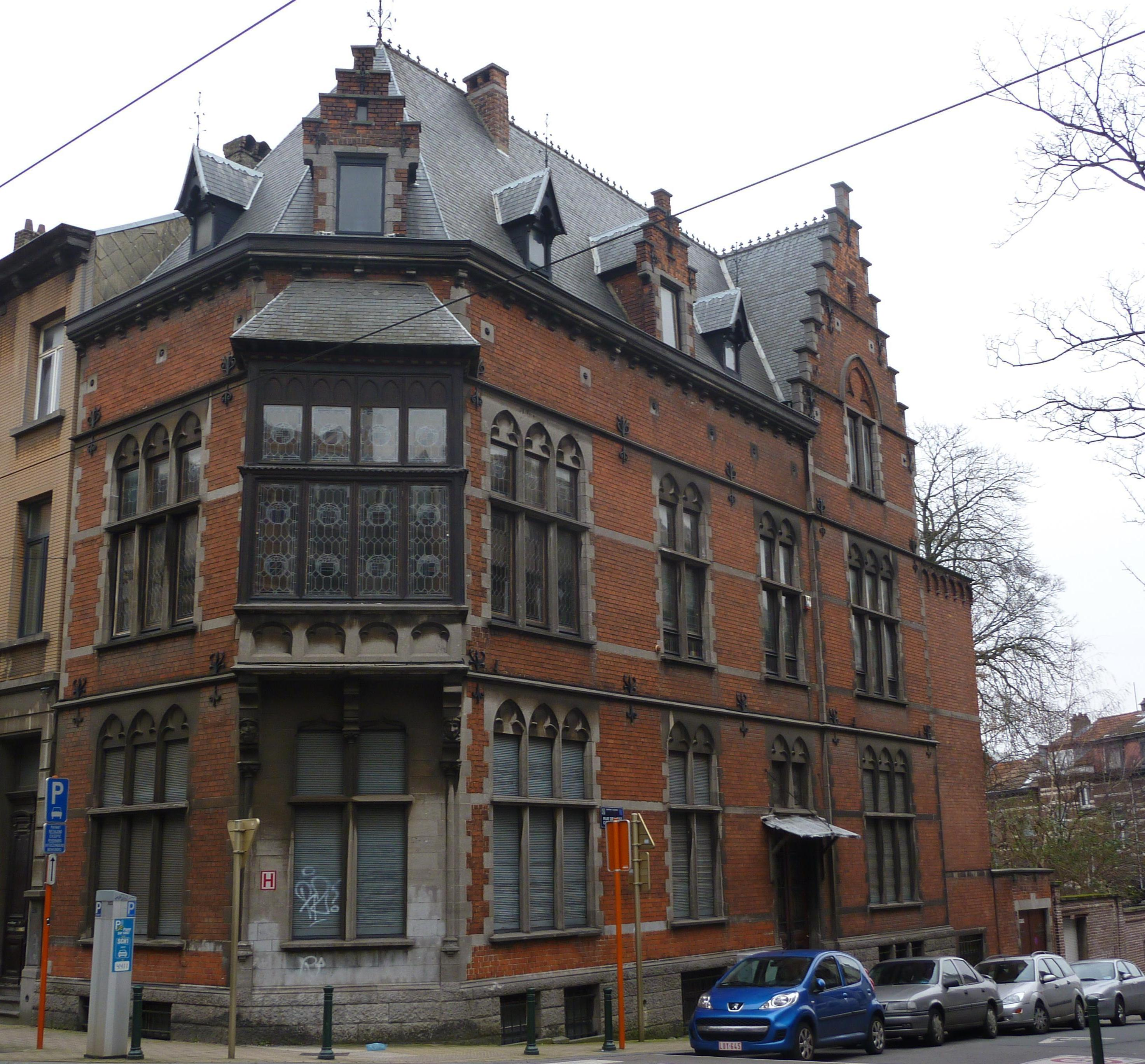
Maison Campioni-Balasse